# Río Contao
El río Contao es un curso natural de agua que nace de las laderas noroeste del volcán Hornopirén y fluye con dirección general poniente hasta desembocar junto al poblado de Contao en el seno de Reloncaví de la Región de Los Lagos de Chile.

## Historia
Luis Risopatrón lo describe en su Diccionario Jeográfico de Chile de 1924:: 249 
Contao (Rio) 41° 50' 72° 42'. Nace en las faldas NW del volcan Hornopiren, corre hacia el W en un valle boscoso, en que pacen animales, vacunos i lanares i en el que se ven algunos cultivos i casas i se vácia en la ensenada del mismo nombre, de la parte SE del seno de Reloncaví; con marea llena entran lanchas para cargar maderas. 1, XIII, p. 221 i carta de Moraleda (1795); XXV, p. 182 i 356; i XXIX, carta 157; i 156; i riachuelo en 155, p. 176.